# 1965年世界柔道選手権大会
1965年世界柔道選手権大会（第4回世界柔道選手権大会）はブラジルのリオデジャネイロで1965年の10月14日から10月17日まで開催された。

## 試合審判規程
講道館機関誌『柔道』によると、前大会である1961年世界柔道選手権大会やオリンピックの柔道競技の規定で実施。1964年東京オリンピックは講道館規定で実施された。国際柔道審判規定は1967年世界柔道選手権大会（第5回世界柔道選手権大会）の国際柔道連盟総会で制定されており、まだなかった。

## メダリスト

### 男子
| 階級       | 金                   | 銀                           | 銅                                            |
| ---------- | -------------------- | ---------------------------- | --------------------------------------------- |
| 68kg以下級 | 松田博文             | 湊谷弘                       | 朴吉淳 オレグ・ステパノフ                     |
| 80kg以下級 | 岡野功               | 山中圏一                     | ジェームズ・ブレグマン 金義泰                 |
| 80kg超級   | アントン・ヘーシンク | 松永満雄                     | ダグ・ロジャース 坂口征二                     |
| 無差別級   | 猪熊功               | アンゾール・キブロツァシビリ | アンゾール・キクナーゼ ペーター・スナイデルス |

### 各国メダル数
| 順 | 国・地域       | 金 | 銀 | 銅 | 計 |
| -- | -------------- | -- | -- | -- | -- |
| 1  | 日本           | 3  | 3  | 1  | 7  |
| 2  | オランダ       | 1  | 0  | 1  | 2  |
| 3  | ソビエト連邦   | 0  | 1  | 2  | 3  |
| 4  | 韓国           | 0  | 0  | 2  | 2  |
| 5  | カナダ         | 0  | 0  | 1  | 1  |
| 5  | アメリカ合衆国 | 0  | 0  | 1  | 1  |

## エピソード
開催中、ブラジルに有名な柔道家たちが滞在していたので、ブラジリアン柔術のエリオ・グレイシーが、柔道よりもブラジリアン柔術の優位性を主張し、アントン・ヘーシンクら誰でもよいのでブラジリアン柔術のイワン・ゴメスかカーウソン・グレイシーと戦うようにスポーツ誌上で挑発したが、誰も挑戦を受けなかった。